# Marumba tenimberi
Marumba tenimberi är en fjärilsart som beskrevs av Clark 1935. Marumba tenimberi ingår i släktet Marumba och familjen svärmare. Inga underarter finns listade i Catalogue of Life.